# Mohamed Lamine Ould Ahmed
Mohamed Lamine Ould Ahmed (arabe : ولد محمد لامين أحمد; né en 1948) est un homme politique du Sahara occidental, membre du Front Polisario et Premier ministre de la République arabe sahraouie démocratique de 1976 à 1982, puis de 1985 à 1988. 

## Biographie
Il est né à Tan-Tan, où son père vivait toujours en 1981.
L'un des membres fondateurs du POLISARIO, Mohamed Lamine Ould Ahmed est devenu le premier Premier ministre de la République arabe sahraouie démocratique (RASD) en 1976 et a occupé ce poste jusqu'en 1982. Il est retourné en 1985–1988 et est depuis membre du Secrétariat national du Polisario. Selon Amnesty International, 11 des membres de sa famille ont été "disparus" par des agents de sécurité marocains pour des raisons politiques. 
En janvier 2012, il est ministre de la santé de la République sahraouie.